# Xinput

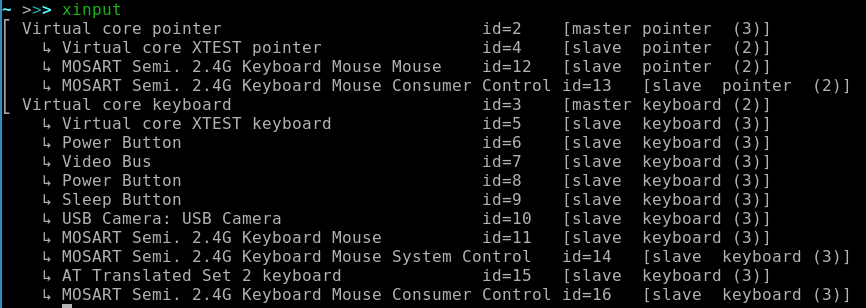
Captura de pantalla del comando xinput

xinput es un comando del sistema operativo Unix y derivados para configurar y probar dispositivos de entrada de X, como ratones, teclados y paneles táctiles. En Arch Linux y distribuciones derivadas se encuentra en el paquete xorg-xinput

## Sintaxis
xinput sin argumentos nos permite listar que dispositivos se encuentran disponibles, un ejemplo de salida de pantalla sería: 
```
⎡ Virtual core pointer                          id=2    [master pointer  (3)]
⎜   ↳ Virtual core XTEST pointer                id=4    [slave  pointer  (2)]
⎜   ↳ MOSART Semi. 2.4G Keyboard Mouse Mouse    id=12   [slave  pointer  (2)]
⎜   ↳ MOSART Semi. 2.4G Keyboard Mouse Consumer Control id=13   [slave  pointer  (2)]
⎜   ↳ FSPPS/2 Sentelic FingerSensingPad         id=16   [slave  pointer  (2)]
⎣ Virtual core keyboard                         id=3    [master keyboard (2)]
    ↳ Virtual core XTEST keyboard               id=5    [slave  keyboard (3)]
    ↳ Power Button                              id=6    [slave  keyboard (3)]
    ↳ Video Bus                                 id=7    [slave  keyboard (3)]
    ↳ Power Button                              id=8    [slave  keyboard (3)]
    ↳ Sleep Button                              id=9    [slave  keyboard (3)]
    ↳ USB Camera: USB Camera                    id=10   [slave  keyboard (3)]
    ↳ MOSART Semi. 2.4G Keyboard Mouse          id=11   [slave  keyboard (3)]
    ↳ MOSART Semi. 2.4G Keyboard Mouse System Control   id=14   [slave  keyboard (3)]
    ↳ AT Translated Set 2 keyboard              id=15   [slave  keyboard (3)]
    ↳ MOSART Semi. 2.4G Keyboard Mouse Consumer Control id=17   [slave  keyboard (3)]
```

## Opciones más comunes
--enable device habilita un dispositivo
--disable device deshabilita un dispositivo
--list [--short || --long || --name-only || --id-only] [device] si no se proporciona ningún argumento, enumera todos los dispositivos de entrada. Si se presenta un argumento, muestra todas las características del dispositivo. Si se proporciona --long, la salida incluye información detallada sobre las capacidades de cada dispositivo. De lo contrario, o si se proporciona --short, solo se enumeran los nombres de los dispositivos y alguna información mínima. Si se proporciona --name-only, la salida se limita a los nombres de los dispositivos. Se enumera un nombre de dispositivo por línea. Si se proporciona --id-only, la salida se limita a las ID del dispositivo. Se enumera una ID de dispositivo por línea. El orden en que se enumeran los dispositivos no está definido.
--version comprueba si la extensión X Input está disponible y devuelva el número de versión del programa y la versión admitida por el servidor. Esta opción no requiere un nombre de dispositivo.

## Ejemplos
Para descativar un dispositivo, sería:
```
xinput disable 
id
```

Donde el id es número que identifica al dispositivo
Por ejemplo, para desactivar la cámara USB (cuyo id=10)
```
xinput disable 10
```

Para activar un dispositivo:
```
xinput enable 
id
```